# ميوسطمون همبرتي

ميوسطمون همبرتي (الاسم العلمي:Meiostemon humbertii) هو نوع نباتي يتبع جنس الميوسطمون من الفصيلة القمبريطية.